# Cyclaspis globosa
Cyclaspis globosa är en kräftdjursart som beskrevs av Hale 1944. Cyclaspis globosa ingår i släktet Cyclaspis och familjen Bodotriidae. Inga underarter finns listade i Catalogue of Life.